# Tillandsia tectorum
Tillandsia tectorum es una especie de planta epífita dentro del género  Tillandsia, perteneciente a la  familia de las bromeliáceas. Es originaria de Perú y Ecuador.

## Cultivars
- Tillandsia 'Enano'[2]
- Tillandsia 'Sweet Isabel'[2]

## Taxonomía
Tillandsia tectorum fue descrita por Charles Jacques Édouard Morren y publicado en La Belgique Horticole 27: 328, t. 18. 1877.
Etimología
Tillandsia: nombre genérico que fue nombrado por Carlos Linneo en 1738 en honor al médico y botánico finlandés Dr. Elias Tillandz (originalmente Tillander) (1640-1693).
tectorum: epíteto latíno que significa "de los acantilados"
Sinonimia
- Pourretia nivosa hort. ex E. Morren
- Tillandsia argentea K.Koch & Verschaff.
- Tillandsia rupicola Baker
- Tillandsia saxicola Mez[5][6]